# (96590) 1998 XB
1998 أكس بي (ويعرف أيضًا باسم (96590) 1998 أكس بي وفق تسمية الكوكب الصغير) (بالإنجليزية: 1998 XB)‏ هو كويكب ضمن حزام الكويكبات؛ وترتيبه 96590 من حيث الاكتشاف.
اكتُشف هذا الجُرم الفلكي بواسطة برنامج شميدت للكويكبات في بكين في 1 ديسمبر 1998.

## وصلات خارجية
- (96590) 1998 XB في قاعدة بيانات مختبر الدفع النفاث لأجرام النظام الشمسي الصغيرة

- الاكتشاف · مخطط المدار ·  العناصر المدارية · المعلمات المادية

- (96590) 1998 XB على موقع ويكي سكاي: DSS2, SDSS, GALEX, IRAS, Hydrogen α, X-Ray, Astrophoto, Sky Map, Articles and images